# Atraktor

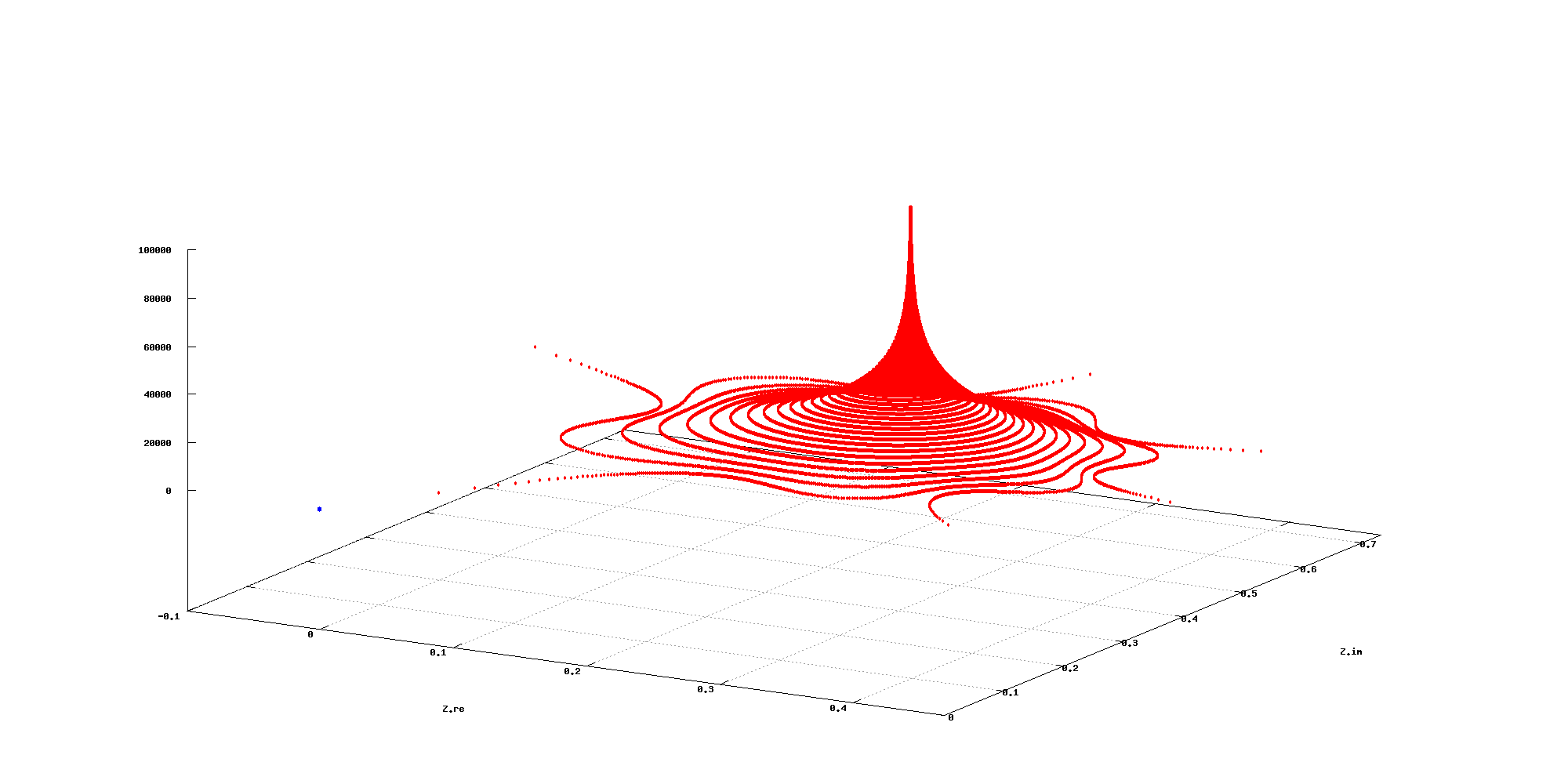
Słabo przyciągający punkt stały dla dyskretnego układu dynamicznego opartego na zespolonym dwumianie kwadratowym

Atraktor (łac. attrahere – przyciągać) – stan układu dynamicznego, do którego w miarę upływu czasu dąży ten układ. Atraktor jest pojęciem pokrewnym punktu stałego dla funkcji. Atraktorem może być np. punkt, zamknięta krzywa (cykl graniczny), czy fraktal (dziwny atraktor). Atraktor jest jednym z podstawowych pojęć używanych w teorii chaosu.
Atraktor „przyciąga” znajdujące się blisko niego trajektorie, na co wskazuje jego nazwa (ang. attract = przyciągać). Czasem stosowana jest polska nazwa: ściek. Każdy atraktor ma swój obszar przyciągania zwany basenem przyciągania (zbiór takich warunków początkowych, dla których trajektoria zmierza do atraktora). Najprostsze atraktory to punkty i cykle graniczne.
Działanie atraktorów ujawnia się na wielu obszarach m.in. w biologii, fizyce, astronomii, ekonomii, dynamicznej psychologii społecznej. Atraktory pojawiają się na przykład w modelu ruchu gwiazd wokół centrów galaktyk, w wyniku czego powstają galaktyki spiralne. Francuski astronom Michel Hénon stworzył model ruchu gwiazd w galaktyce i odkrył, że orbity gwiazd w pewnych punktach tworzą zagęszczenia będące atraktorami ich ruchów.
Metoda poszukiwania atraktorów znajduje zastosowanie w badaniu czasowych ciągów sygnałów (np. analiza dynamiki chorób dziecięcych, procesów biologicznych, kapania wody z kranu). Już od lat poszukuje się atraktorów w wahaniach kursów akcji na giełdzie.
Poszukiwanie atraktorów jest ważnym kierunkiem badań w wielu dziedzinach nauki. Atraktor jest ukrytym, trudnym do zaobserwowania uporządkowaniem procesu. Znając go można dokonać przewidywań, oraz wpłynąć na przebieg procesu.
Przeciwieństwem atraktora jest repeler – źródło, odpychający punkt stały.